# 下長者町
下長者町（しもちょうじゃまち）は、愛知県名古屋市中区にあった町名

## 地理

### 学区
- 小学校 - 名古屋市立名城小学校[3]→名古屋市立御園小学校[4]

### 人口の変遷
国勢調査による人口の推移
| 1950年（昭和25年） | 291人 | [ 3 ] |  |
| 1955年（昭和30年） | 534人 | [ 3 ] |  |
| 1960年（昭和35年） | 798人 | [ 4 ] |  |
| 1965年（昭和40年） | 601人 | [ 4 ] |  |

## 歴史
江戸期は名古屋城下の町人町の1つであった。

### 町名の由来
清洲城下にあった長者町が移転した清洲越しによる町名であり、在清須時代に富豪が多く住んでいたことによるとみられる。上長者町に対して名古屋城から離れているため、「下」の字を付けた。

### 沿革
- 1871年（明治4年）9月29日 - 八百屋町の一部を合併[7]。
- 1878年（明治11年）12月20日 - 郡区町村編制法により、名古屋区下長者町となる[7]。
- 1889年（明治22年）10月1日 - 市制施行に伴い、名古屋市下長者町となる[7]。
- 1908年（明治41年）4月1日 - 行政区新設に伴い、西区所属となる[7]。
- 1936年（昭和11年）1月1日 - 一部が広小路通となる[8]。
- 1944年（昭和19年）2月11日 - 栄区新設に伴い、栄区所属となる[7]。
- 1945年（昭和20年）11月3日 - 栄区が中区に統合され、中区所属となる[7]。
- 1966年（昭和41年）3月30日 - 住居表示実施に伴い、全域が錦二丁目となり消滅[7]。

## 出身・ゆかりのある人物
- 伊藤常七（万常紙店代表社員、紙類卸問屋、愛知県多額納税者） - 店舗が下長者町2丁目にあった[9]。